# Podrzecze (województwo wielkopolskie)
Podrzecze – wieś w Polsce położona w województwie wielkopolskim, w powiecie gostyńskim, w gminie Piaski.

## Historia
Miejscowość pierwotnie związana była z Wielkopolską. Istnieje co najmniej od pierwszej połowy XIV wieku. Wymieniona została w łacińskim dokumencie z 1337 (wg. kopii z 1729) jako „Podrecze”, 1388 „Podrecze”, 1394 „Podzrecz[e]”, 1399 „Podrzecze, Podrzecza”.
Miejscowość była początkowo wsią szlachecką należącą do lokalnych rodów wielkopolskich - Podrzeckich herbu Ciołek, którzy od nazwy wsi przyjęli odmiejscowe nazwisko, a później także do Ziółkowskich i Borek-Gostyńskich. W 1435 wieś leżała w powiecie kościańskim Korony Królestwa Polskiego. W 1510 należała do parafii Strzelce Wielkie.
W źródłach historycznych zachował się odpis przywileju lokacyjnego miasta Gostynia, a w nim informacja o wsi pochodząca z 1337. Został on odpisany z oryginału oraz oblatowany w 1729. Mówi on, że w 1337 Mikołaj dziedzic Gostynia w przywileju lokacyjnym tego miasta podporządkował sądownictwu w Gostyniu wsie w okolicy Gostynia lokowane na prawie niemieckim, a w tym m.in. Podrzecze na wzgórzu (łac. „in monte”). Jako świadkowie w tym akcie zapisano dwóch mieszkańców wsi Floriana oraz braci Wita i Mikołaja z Podrzecza.
Na początku XV wieku wymieniono dwóch Janów Podrzeckich noszących nazwisko od nazwy wsi. W 1409 odnotowani zostali jako dwaj świadkowie na jednym z sądowych dokumentów. W 1409 dwaj Janowie z Podrzecza byli świadkami w procesie o szlachectwo Domasława Bodzewskiego dowodząc, że jego matka była z ich rodu. W 1434 Jan z Podrzecza zapisał posag oraz wiano swojej żonie Ofce na folwarku w Podrzeczu. W 1435 Jan syn Wojciecha z Podrzecza sprzedał część wsi za 20 grzywien wojewodzie poznańskiemu Bartoszowi Wezenborgowi z Gostynia.
W latach 1403-1416 wymieniany był Iwan Podrzecki, który był w sądzie pełnomocnikiem Hinczki Wezenborga z Gostynia. W 1406 proadził spór sądowy z siostrami Katarzyną i Małgorzatą dowodząc, że zastawił swój majątek po ojcu w Podrzeczu za 16 grzywien z ich przyzwoleniem. W 1407 dowodził przy pomocy świadków, że nie napadł na dziedzinę Zdzichny Bylęciny pochodzącej ze wsi Bylęcin albo Trzebiec koło Krzywinia.
W latach 1444-1448 od Wezenborgów dobra gostyńskie, a w tym m.in. Podrzecze i Pożegowo,  nabył Maciej Borek Osiecki z Osiecznej wraz z żoną Małgorzatą dziedziczką dóbr Nowe Miasto nad Wartą w powiecie pyzdrskim. Transakcja obejmowała zamianę za dobra Nowe Miasto oraz w gotówce 5000 grzywien. W 1462 Borkowie z Gostynia i Osiecznej synowie Maćka Borka Osieckiego dokonali podziału tych dóbr między sobą. Maciej i Piotr otrzymali miasto Gostyń wraz z przyległymi wsiami, m.in. z Podrzeczem oraz z Pożegowem.
Miejscowość odnotowano również w historycznych rejestrach poborowych. W 1510 we wsi było 4,5 łana. W 1530 w Podrzeczu miał miejsce pobór od 3 łanów. W 1563 z części Gostyńskiego pobrano podatki od 4 i 3/4 łana oraz od dwóch komorników. Natomiast z innej części pobrano od 8 łanów i jednej kwarty. W 1580 pobór zapłacili Anna ze Zborowa Gostyńska od 2 łanów oraz kasztelan santocki Mikołaj Borek-Gostyński  od dwóch ubogich komorników. W 1581 pobór zapłacili kasztelan krzywiński Stanisław Borek Gostyński od 3 i 3/4 łana., od 4 zagrodników oraz trzech komorników, a Marcin Borek Gostyński od 3 łanów oraz jednego komornika.
Do czasu rozbiorów leżała w Rzeczypospolitej Obojga Narodów. Wskutek II rozbioru Polski w 1793, miejscowość przeszła pod władanie Prus i jak cała Wielkopolska znalazła się w zaborze pruskim.Wieś rycerska, własność braci Zdzisława i Stanisława Taczanowskich, położona była w 1909 roku w powiecie gostyńskim rejencji poznańskiej w Wielkim Księstwie Poznańskim.

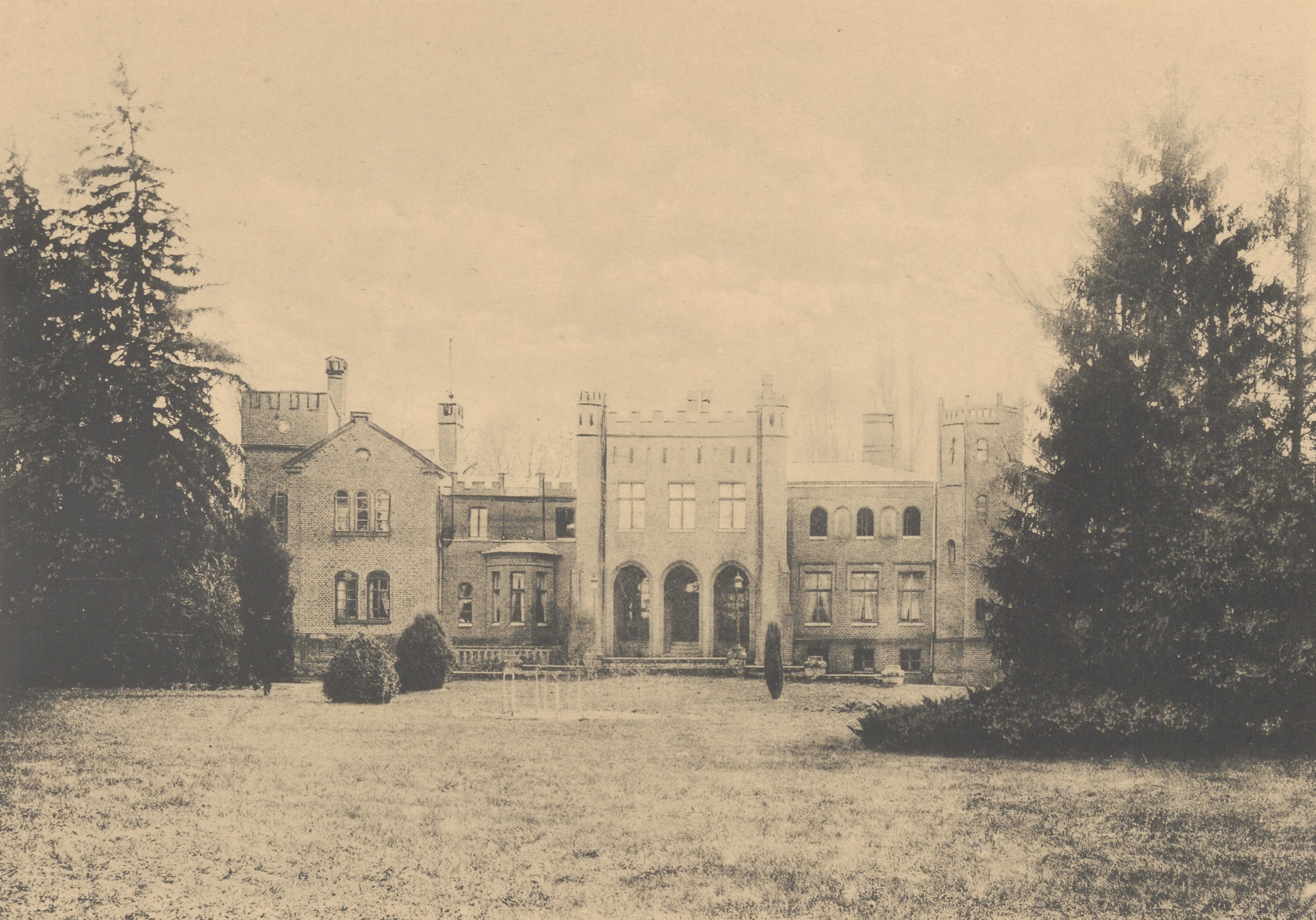
Widok pałacu przed 1912

Od XII w. Podrzecze podzielone było na Górne i Dolne. Większość mieszkańców zamieszkiwała Podrzecze Dolne. Podział ten zakończył się około XVIII w. W latach 1930–1980 Podrzecze także było podzielone na Podrzecze I i Podrzecze II. Podrzecze I było mniejsze, znajdowały się tam zabudowania Państwowego Gospodarstwa Rolnego. Podrzecze jest dość bogatą wsią, znajduje się tam zabytkowy pałac z około 1840 r. Pałac zbudowany dla Mikołaja Beliny-Węsierskiego na wzór zamku gotyckiego, nieotynkowany z cegły. Ostatnim przedwojennym właścicielem był Stanisław Taczanowski, kawaler maltański, jeden z odnowicieli Zakonu Maltańskiego. W XIX wieku obiekt był wielokrotnie rozbudowywany i przebudowywany, obecnie jest nieużywany.
W 1850 roku w Podrzeczu bł. Edmund Bojanowski z Grabonoga założył ochronkę dla dzieci wiejskich. Była to mała wiejska chata, w której pracowały 3 młode dziewczyny, dało to początek Zgromadzeniu, które dzisiaj pracują na całym świecie. Obecnie znajduje się tutaj Dom Zgromadzenia Sióstr Służebniczek, składa się on z dużego domu z kaplicą im. Edmunda Bojanowskiego, przedszkola oraz domu formacyjnego, gdzie młode dziewczyny przygotowują się do życia zakonnego. 
W latach 2008-2015 na terenie parku pałacowego odbywał się zlot pasjonatów wojskowości i rekonstruktorów historycznych Strefa Militarna.
W pobliżu dzisiejszej wsi Podrzecze zachowały się ślady słowiańskiego grodziszcza sprzed połowy X wieku. Na terenie tym odkryto ok. 100 grobów (pochodzących z okresu ok. XII wieku p.n.e.). Często kładziono zmarłemu na stos i do grobu przedmioty, którymi posługiwał się w życiu. Odnaleziono blisko 140 różnych egzemplarzy przedmiotów. Znajdowały się tam także groby zwierzęce – jest to jeden z sześciu w Polsce grobów zwierzęcych, w tym jedyne w Polsce groby koni. Jest to pod tym względem jedno z najbogatszych cmentarzysk z tego okresu w Polsce.
W latach 1975–1998 miejscowość położona była w województwie leszczyńskim.